# Sucharew-Turm

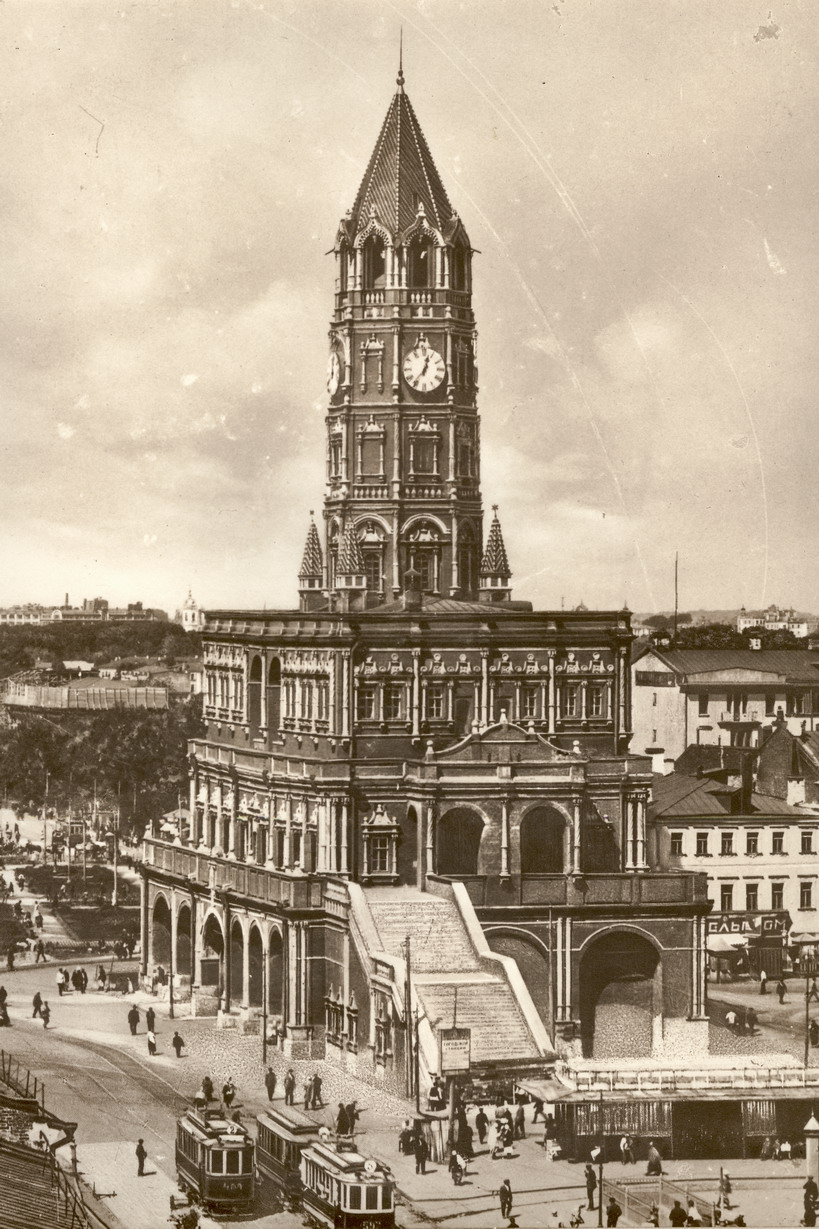
Der Sucharew-Turm 1927

Der Sucharew-Turm (russisch Сухарева башня) war eine der markantesten architektonischen Sehenswürdigkeiten Moskaus vor seinem Abriss im Jahr 1934. Der 66 m hohe Turm wurde im Stil des Moskauer Barocks in den Jahren 1692–1695 errichtet und stand an der Kreuzung des Gartenrings mit der Sretenka-Straße. Ab etwa 1700 diente er auch als Astronomischer Turm (Sternwarte).

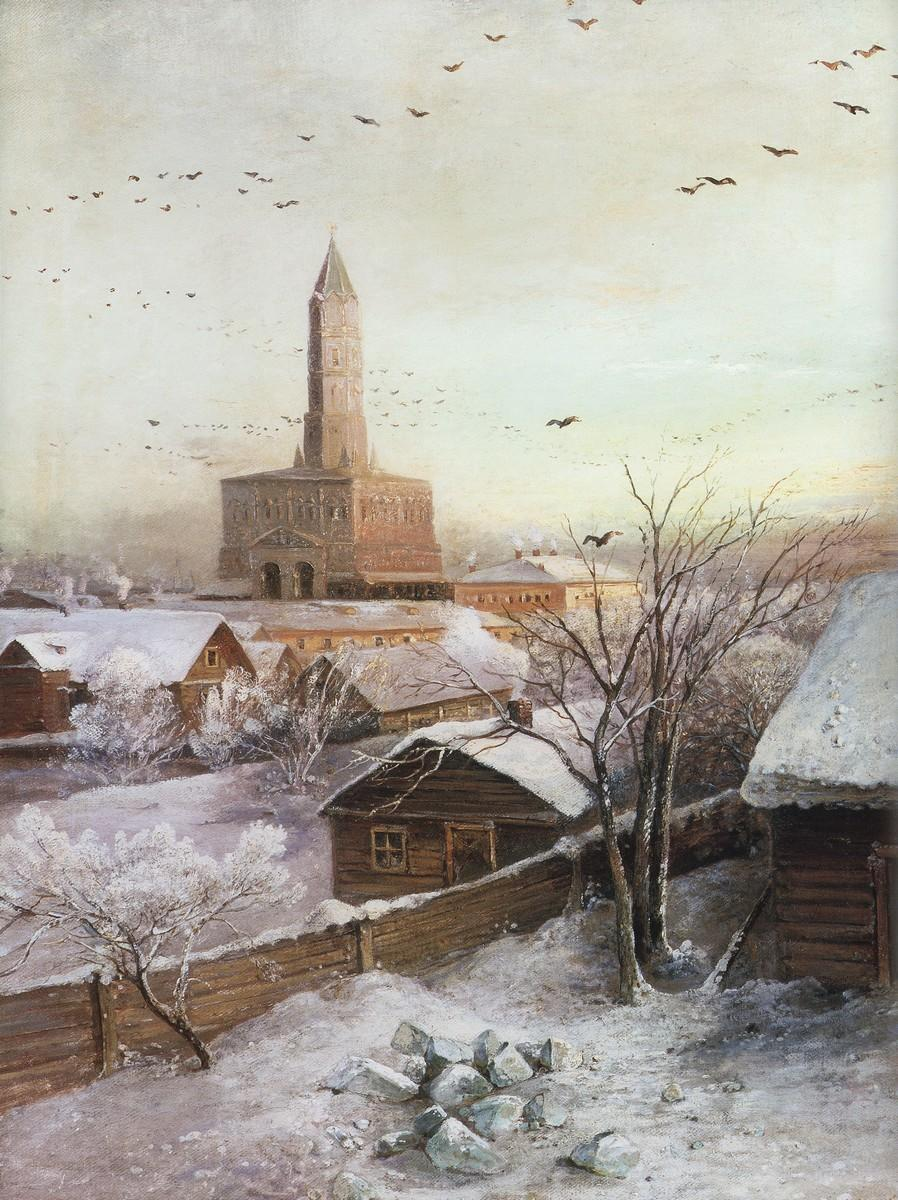
Sucharew-Turm. Gemälde von Alexei Sawrassow, 1872

Der Turm wurde auf Anordnung des Zaren Peter I. als Wach- und Aussichtsturm am Sretenka-Tor gebaut, diente jedoch immer auch anderweitig. Zuerst wurde er als Kaserne für das Strelitzen-Regiment genutzt, dessen Kommandant Sucharew dem Turm den Namen gab. Später war darin die Moskauer Schule für Mathematik und Navigation sowie die Admiralität untergebracht. Graf Jacob Bruce richtete im obersten Geschoss sein astronomisches Observatorium ein, das erste in Russland. Katharina die Große gestattete den Moskauer Kaufleuten, die unteren Räumlichkeiten für Läden und Geschäfte zu nutzen.
Ein großer Markt namens Sucharewka bestand um den Turm im 19. Jahrhundert. In Ilja Ehrenburgs Roman In der Prototschni-Gasse spielt dieser Markt mehrfach eine Rolle. Die Sowjetregierung schloss den Markt und nutzte den Turm zunächst als Museum der Stadt Moskau.
Die Braut des Glockenturms Iwan des Großen, wie der Sucharew-Turm von den Moskauern genannt wurde, wurde im Jahr 1934 durch die sowjetische Stadtverwaltung im Zuge der stalinistischen Rekonstruktion der Moskauer Innenstadt abgerissen.